# Nicolas Grimaldi
Nicolas Grimaldi, (n. 24 decembrie 1933) în al 14-lea arondisment al Parisului, este un filosof francez. 

## Biografie
De origine corsicană , Nicolas Grimaldi este fiul lui Dominique Grimaldi, profesor angajat la Force Ouvrière și Secția Franceză a Internaționalei Muncitorești .  Mmembru al SFIM, l-a părăsit în 1968. 
A fost profesor asociat (1959) și doctor în filozofie (1970) . 
Profesor emerit la Universitatea Paris IV-Sorbona, unde a ocupat succesiv catedrele de istoria filozofiei moderne și de metafizicăi, este autorul a numeroase eseuri filozofice. Subiectele sale preferate, pe care le abordează adesea într-o manieră nesistematică în reflecții libere, includ noțiuni diverse precum imaginația, timpul, dorința, jocul, așteptarea și eul etc.               Interesat de diferite ramuri ale filozofiei (metafizică, etică, estetică), este specialist în René Descartes și face referință în textele sale la numeroase curente filozofice (de la presocratici la existențialiști) și literare ( Kafka, Baudelaire, Simenon, Tolstoi, Proust etc.) 
A predat în anii ’50 la Lycée Molière (Paris), iar în anii ’70 la Lycée Jules-Ferry (Paris) . 
Din 1986 până în 1988 a condus Centrul de Studii Carteziene. 

## Opere
- Desire and Time, PUF, col. „ Biblioteca de filosofie contemporană ”, 1971   ; stuf. Vrin, 1992
- Alienation and Liberty, Masson, 1972
- Experiența gândirii în filosofia lui Descartes, Vrin, 1978
- Artă sau pasiune prefăcută. Eseu despre experiența estetică , 1983
- Introducere în filosofia istoriei de K. Marx, Dossat, 1986
- Șase studii despre voință și libertate în Descartes, Vrin 1988
- Descartes. Moralitate , Vrin, 1992
- Gelozie, studiu asupra imaginației proustiene, Acte Sud, 1993
- Ontologia timpului, PUF, 1993
- Parte rezervată corespondenței, La Versanne, 1995
- L'Ardent sob, La Versanne, 1995
- Sulf și liliac. Eseu despre estetica lui Van Gogh, La Versanne, 1995
- Studii carteziene: Dumnezeu, timpul, libertatea, Vrin, 1996
- Munca, comuniune și excomunicare, PUF, 1998
- Scurt tratat despre dezamăgire, PUF, 1998
- Ambiguități ale libertății, PUF, 1999
- The Dislocated Man, PUF, 2001
- Tratatul Solitudinilor, PUF, 2003
- Socrate, vrăjitorul, PUF, 2004
- Scurt tratat despre dezamăgire, Pocket Book, 2004 (reeditare)
- Tratat despre banalitate, PUF, 2005
- Cartea lui Iuda, PUF, 2006
- Descartes și fabulele sale, PUF, 2006
- Prejudecăți și paradoxuri, PUF, 2007
- Proust, ororile iubirii, PUF, 2008
- Demența obișnuită, PUF, 2009
- Eseu despre gelozie. Iadul proustian , PUF, 2010
- Inumanul, PUF, 2011
- Metamorfoze ale iubirii, Grasset, 2011
- L’Effervescence du vide, Grasset, 2012
- Les Théorèmes du moi, Grasset, 2013
- La marginea realității. Dialog cu Anne-Claire Désesquelles , Paris, Les petits Platons (Les dialogues des petits Platon), 2013
- Rațiunea și religia în era iluminării, Berg International, 2014
- Amurgul democrației, Grasset, 2014
- Idei în loc. Grundul meu filosofic , PUF, 2014
- Les Nouvelles Somnambules, Grasset, 2016
- Memories of a stowaway, Colonna, 2016
- Trei clarificări despre Bine, Frumos, Adevărat, Colonna, 2016
- Vrăji ale imaginației, PUF, 2019